# Joseph Bologne
Pour les articles homonymes, voir Bologne (homonymie).
Joseph Bologne, né le 17 novembre 1871 à Liège et décédé le 17 septembre 1959  à Liège, est homme politique belge et un militant wallon.

## Biographie
Il fut député de Namur (tout en gardant sa résidence à Liège) de 1910 à 1932, puis sénateur de Liège à partir de 1932.
Le Conseil communal hésita à le désigner comme bourgmestre de Liège en raison de la résistance anti-allemande exercée par son fils Maurice Bologne en 1914-1918 et après que le poste fut proposé à Georges Truffaut (qui mobilisé dans l'armée belge déclina l'offre). Bologne le devint finalement le 9 avril 1940. Il fut destitué en 1942 et remplacé par un bourgmestre rexiste désigné par les Allemands, après qu'il eut refusé de transmettre certains renseignements à l'Occupant. Il entra dans la résistance et fit partie du mouvement Wallonie libre.
Il fut chargé de la préparation du Congrès national wallon qui devait se tenir à Liège les 20 et 21 octobre 1945. Il devait même en être le président. Mais après qu'il a repris sa charge de bourgmestre après la Libération en octobre 1944, il fut accusé d'avoir livré aux Allemands des listes de personnalités communistes. Il fut dès lors relevé de ses fonctions et inculpé début 1945. Il se défendit d'avoir donné aux Allemands autre chose que les listes d'élus communistes liégeois (parlementaires, conseillers provinciaux etc.), dont de toute façon, l'identité et l'engagement étaient connus. Il obtint finalement un non-lieu en 1946. Mais toute cette affaire marqua la fin de sa carrière politique. Il est bon de remarquer que Joseph Bologne s'est montré particulièrement accommodant avec l'occupant allemand dans le cadre des mesures anti-juives prises à Liège, son administration allant nettement bien au-delà des exigences de l’occupant.
Il continua cependant à militer à Wallonie Libre dont il devint le président d'honneur en 1945.